# Akahori Gedou Hour Rabuge
Развеселый час Акахори (яп. あかほり外道アワーらぶげ Акахори Гэдо: Ава: Рабугэ) — японский аниме-сериал, созданный студией Radix на основе объединения 2-х частей сериалов Феромон любви и Только вперёд! Девичий отряд Зла в 13 серий. Транслировался по японскому телеканалу TVK в 2:15 ночи.

## Сюжет
- Феромон любви (яп. 絶対正義ラブフェロモン Zettai Seigi Love Pheromone)

В первой части две главные героини Аими и Каоруко мечтают стать звёздами Голливуда. Но они наделены сверхспособностями, потому что являются потомками инопланетян, делегированных на Землю Объединенным Советом Галактики. Свой дуэт они назвали Любовь феромонов В то время как их менеджер Томокадзу Сэки пытается найти им работу и продвигать их карьеру, девушки сражаются со злом, при этом каждый раз разрушая пол города. Очень часто они путают хороших персонажей с плохими, поэтому их все боятся.
- Только вперёд! Девичий отряд Зла (яп. 絶対正義ラブフェロモン Zettai Seigi Love Pheromone)

Вторая часть сериала. Главными героинями становятся пять осиротевших девочек от пяти до 17-ти лет. Долгое время они были вынуждены существовать в полной нищете. Однажды они нечаянно выпускают Акуноко — кавайную демонессу из бутылки. Она рассказывает, что их родители являлись членами организации Зла и Насилия которая была разгромлена силами добра 3 года назад. После этого демонесса вручает им волшебные Трости Зла. С этого момента девушки решили тоже пойти по пути зла, изучая чёрную магию. В конечном счёте девичий отряд зла так и не сумел сделать практически ничего плохого, а наоборот, много помогал людям.

## Список серий
| #  | Название | Директор анимации                 | Сценарист                               | Раскадровка                 | Дата выхода       |
| -- | --- | --------------------------------- | --------------------------------------- | --------------------------- | ----------------- |
| 01 | Openly Forgiving, Love Pheromone! Operation Rain Rain Fall Fall! «Tenka Gomen Da Rabu Feromon! Ameame Furefure Dai Sakusen!» (天下御免だラブフェロモン! アメアメフレフレ大作戦!)                                                                    | Кои Ватанабэ                      | Сатору Акахори                          | Хитоюки Мацуи               | июль 5, 2005      |
| 02 | Poor! Operation Tomorrow is Salary Day at Part-Time Job! Love Pheromone, Once Again Being Self-Righteous Today! «Binbō! Kyūryōbi Mae Baito Daisakusen! Kyō mo Katte da Rabu Feromon!» (ビンボー! 給料日前バイト大作戦! 今日も勝手だラブフェロモン!) | Синити Ёсино                      | Сатору Акахрои                          | Сёитиро Гото                | июль 12, 2005     |
| 03 | Operation Letter from That Day! Vs. NyanNyan Love Pheromone! «VS Nyan Nyan da Rabu Feromon! Ano Hino o Tegami Dai Sakusen!» (VSにゃんにゃんだラブフェロモン! あの日のお手紙大作戦!)                                                                 | Кадзуюки Мацубара                 | Дэко Акао                               | Юн Такада, Масахиро Сонода  | июль 19, 2005     |
| 04 | Scary! Operation CicadaMan! I Was Blinking, Love Pheromone! «Kyōfu! Semi Otoko Dai Sakusen! Matatakishitetara Rabu Feromon!» (恐怖! セミ男大作戦! 瞬きしてたらラブフェロモン!)                                                                      | Юнко Ватанабэ                     | Такаси Ифукубэ                          | Соититро Гото               | июль 26, 2005     |
| 05 | Being a Man is Hard, Sekii Man! Work Force Chaos! Operation Voice Actors Debut! «Otoko wa Tsurai yo, Sekii Man! Gyōkai Sōzen! Seiyū Debyū Dai Sakusen!» (男はつらいよセキーマン! 業界騒然! 声優デビュー大作戦!)                                     | Хикари Даиго, Мигэру Ката         | Такаси Ифукубэ                          | Наоки Косуноки              | август 2, 2005    |
| 06 | It's a Squid Wrestler! Love Pheromone! Operation They're New Employees! «Ika Wrestler da! Rabu Feromon! Shinnyū Shain da! Dai Sakusen!» (イカレスラーだ! ラブフェロモン! 新入社員だ! 大作戦!)                                                       | Наоки Аисака                      | Кацуми Хасэгава                         | Такаси Ивама, Соитиро Гото  | август 9, 2005    |
| 07 | Operation Let's Sing Love Sky High! Swim Suit Falls Off, Love Pheromone! «Soratakaku Ai o Utaō Dai Sakusen! Mizugi de Porori da, Rabu Feromon!» (空高く愛を歌おう大作戦! 水着でポロリだラブフェロモン!)                                             | Тиёко Сакамото, Юка Хасэгава      | Кеи Ханасака, Дэко Акао, Сатору Акахори | Хисаси Итии, Такаси Ивама   | август 16, 2005   |
| 08 | It's Eating Wars! Love Pheromone! Operation of Evil Broadcast Station Invasion! «Oogui Wōzu da! Rabu Feromon! Aku no Hōsōkuku Nottori Dai Sakusen!» (大食いウォーズだ! ラブフェロモン! 悪の放送局乗っ取り大作戦!)                                   | Юнко Ватанабэ                     | Такаси Ифукубэ                          | Баку Цузури, Соитиро Гото   | август 23, 2005   |
| 09 | Operation Big Monsters Big Advance! It's a Lovely Romance! Love Pheromone! «Dai Kaijū Dai Shingeki Dai Sakusen! Rabu Romansu da yo! Rabu Feromon!» (大怪獣大進撃大作戦! ラブロマンスだよ! ラブフェロモン!)                                          | Хирото Като, Маснори Осава (меха) | Масаки Хирамацу,Кацуми Хасэгава         | Хирото Гато, Соитиро Гото   | август 30, 2005   |
| 10 | Operation Bang Bang! Is it a media mix! Love Pheromone! That's Old! «Baban Baban de Dai Sakusen! Mediamikkusu ka yo! Rabu Feromon! Fū» (ババンババンで大作戦! メディアミックスかよ! ラブフェロモン! 古っ)                                           | Сигэру Като, Ёсиаки Камэда        | Дэко Акао,Кацуми Хасэгава               | Соитиро Гото , Баку Тсузури | сентябрь 6, 2005  |
| 11 | Moe-1 Victory? Love Pheromone! Operation Secret Nap! «Moe-1 Yūshō? Rabu Feromon! Himitsu no o Nenne Dai Sakusen!» (Moe-1優勝? ラブフェロモン! 秘密のおねんね大作戦!)                                                                                | Наоки Аисака                      | Такаси Иифукубэ                         | Такаси Ивама                | сентябрь 13, 2005 |
| 12 | It's the Last Day of the Earth! Love Pheromone! «Chikyū Saigo no Hi Da yo, Rabu Feromon!» (地球最後の日だよラブフェロモン!) | Юнко Ватанабэ                     | Сатору Акахори                          | Соитиро Гото                | сентябрь 20, 2005 |
| 13 | Evil Forever! Operation Definite Justice! «Aku yo Eien ni! Zettai Seigi Dai Sakusen!» (悪よ永遠に! 絶対正義大作戦!) | Кои Ватанабэ, Сатоси Исино        | Сатору Акахори                          | Такаси Ивама, Хитоюки Мацуо | сентябрь 27, 2005 |

## Восприятие
Сериал был оценён за обилие фансервиса, который однако слабо влияет на основной сюжет, при этом в сериала сам сюжет отсутствует как таковой. Анимация тоже получилась не плохой, персонажи выглядят ярко, но некоторые сцены явно могут противоречить законам физики. Сами персонажи получились интересными и милыми. Также сериал украшает лёгкая и приятная музыка. В общем сериал не подходит тем, кто любит вдаваться глубоко в сюжет, так как само аниме скорее является гарниром.